# Euchlaenidia ockendeni
Euchlaenidia ockendeni är en fjärilsart som beskrevs av Rothschild 1910. Euchlaenidia ockendeni ingår i släktet Euchlaenidia och familjen björnspinnare. Inga underarter finns listade i Catalogue of Life.